# ヒューゴ・ブラック
ヒューゴ・ラファイエット・ブラック（Hugo Lafayette Black 1886年2月27日 - 1971年9月25日）は、アメリカ合衆国の法学者。アメリカ合衆国最高裁判所陪席裁判官。

## 経歴
アラバマ州アシュランド出身。アラバマ大学ロースクール卒業後、弁護士を開業。
1926年、民主党の上院議員に当選、1937年まで務める。
1937年8月18日、時のフランクリン・ルーズベルト大統領によってアメリカ合衆国最高裁判所陪席裁判官に任命されるが、この時、一時期ではあるが白人至上主義団体クー・クラックス・クラン（KKK）に所属していた過去が問題となり、NAACPを始め、アフリカ系アメリカ人から猛烈な反対運動が起こったが、彼はこうした過去の一方で、南部の政治経済面での改革を推進するリベラル派でもあったため、保守派を懐柔することもでき、かつルーズベルトのニューディール政策を支持する人物として指名されたものであった。
就任後、彼は一貫してリベラルな立場から判決を下し、特にブラウン対教育委員会裁判、ミランダ対アリゾナ州事件、レモン対カーツマン事件など歴史的な最高裁判決に指導的な役割を果たした。のちに人々は彼のことを「若い頃は白い衣（KKKの服）をまとって黒人を脅かし、晩年には黒い衣（法服）をまとって白人を脅かした」と評した。また、原子力発電を「人間の考え出したものの中で最も恐ろしい、最も致命的かつ最も危険な方法」として、利潤追求を重視する産業界に警告を発した。 
1971年8月末、体調を崩して入院し、9月17日に引退を表明。9月25日、脳卒中のため死去。85歳。遺体はアーリントン国立墓地に埋葬された。